# Четыре души койота
«Четыре души койота» (венг. Kojot négy lelke) — венгерский анимационный фильм режиссёра Арона Гаудера, работавшего над проектом совместно с венгерским писателем Гезой Беременьи. Сюжет повествует об индейской сказке сотворения мира, первых людей и то, как коварный койот вносил хаос и раздор в сотворённый мир. В Венгрии мультфильм был вышел 16 марта 2023 года, его распространением занималась компания Vertigo Media.
Арон Гаудер решил создать связанный с индейцами мультфильм, так как сам является индеанистом и изучал культуру и образ жизни индейцев. На создание мультфильма его в том числе подтолкнули протесты вокруг вокруг строительства нефтепровода в США. Режиссёру нравится, как индейские сказки объясняют обустройство мира и то, что люди не являются венцом природы, а лишь её частью. История в мультфильме отсылает сразу к нескольким индейским сказкам и мифам, в том числе и о сотворении мира и людей. Койот является популярным антигероем в индейских сказках — трикстером. Гаудер через свою историю хотел донести, как важно жить в равновесии с природой. Режиссёр заметил, что в США ему вряд ли удалось снять такой мультфильм, так как любые темы, связанные с индейцами стали слишком чувствительными и американские режиссёры предпочитают игнорировать её.
Кинокритики оставили положительные отзывы о мультфильме, похвалив её за сюжет, важный посылы о сохранении окружающей среды и человеческой жадности. Мультфильм в своей стилистике сравнивали с «Тайной Келлс», «Песнь моря» и «Легендой о волках». Мультфильм получил ряд премий и наград, в том числе номинировался на Оскар, но не прошёл в финал.

## Сюжет
Группа активистов противостоит прокладке нефтепровода через священную для индейцев гору. В устроенном им палаточном лагере пожилой индеец рассказывает о том, что гора стала последним пристанищем для старика-создателя и начинает сказку о сотворении мира:
В начале появился бесконечный океан, по которому бродили Старик и Утка. Однажды Утка обнаружил глину на дне океана. Старик взял эту глину и сотворил землю, поднял небосвод, чтобы землю озарило солнце и на ней проросли растения. Затем Старик сотворил из глины разных животных. Самым грандиозным его творением стал Татанка — огромный бизон, под чьими копытами содрогалась сама земля. Довольный проделанным Старик сотворил гору и решил отдохнуть на ней.
Во сне Старик случайно сотворил койота с четырьмя душами — коварного, жадного и ненасытного плута, сумевшего сбежать из сна в мир яви. Койот голоден и хочет мясо, но не решается поедать творения Старика, тогда Койот решает создать собственное существо, чтобы съесть его и крадёт глину у Старика. Он слепил из неё куклу, но она не ожила, из оставшейся глины ему удалось сотворить двух младенцев мужского и женского пола по образу и подобию Старика — первых людей. Старик услышал плач детей и запретил их поедать, наказав койоту заботиться о своём творении. Неудачный слепок Старик выбросил в океан.
Дети начинают познавать окружавший мир, тем временем голодный Койот всё таки решается убить и съесть найденных в пруду уток, их кровь пропитала землю, деревья окрасились в красный цвет и началась самая первая осень. Совершив первое убийство, Койот запустил цикл смерти и перерождения. Расстроенный Старик предупреждает его больше не убивать, а также решает забрать детей, чтобы воспитать в них людей.
Старик в очередном сне получает видение, где выброшенный им неудачный слепок Койота добирается до другой земли на другой стороне океана, из него образуются люди (сотворение Адама и Евы), получившие от некого змея плод зла и знаний, чтобы их потомки начали жить в жестокости и создавать бесчисленные города. Смысл увиденного сна ему не понятен.
Дети подрастают, Койот вместе с мальчиком предлагают великому буйволу Татанке сыграть на перегонки с закрытыми глазами, надменный буйвол, уверенный в том, что лишь ветер быстрее его соглашается, но c закрытыми глазами падает насмерть с обрыва, чего Койот и добивался. Старик в ярости сотворил Молнию, чтобы поразить ей Койота, но Молния устраивает хаос и пожары повсюду и Старик решает заточить её на вершине горы.
Наступает зима, животным становится слишком холодно. Они видят, как юноша и девушка согревают друг друга, предаваясь любви и просят Старика сотворить им тоже по паре, старик разделяет каждое животное на двоих меньших размеров и так появились самцы и самки. В итоге животные начали размножаться, а Первая Женщина также забеременела и родила сына. Однако Женщине и новорожденному слишком холодно, и Мужчина решает добыть огонь у Молнии, заточённой на горе. Койот, вынашивая коварный план, заявляет, что поможет Мужчине, но столкнувшись с разъярённой Молнией — сбегает, оставляя Мужчину на произвол судьбы. Уверенный в смерти Мужчины, Койот хочет стать новым партнёром Женщины и пристаёт к ней. Эту сцену застаёт Мужчина, сумевший сбежать от Молнии и добыть огонь. На них нападают изголодавшиеся животные и Мужчина бросает им на растерзание предателя Койота.
Старик, расстроенный сим актом жестокости, устраивают созыв с животными и людьми. Он с помощью дыма из курительной трубки, зажжённый огнём, добытым Мужчиной создаёт священный круг в центре мира, внутри которого можно говорить только правду. Животные жалуются, что им требуется мясо, чтобы выжить и прокормить потомство. Старик разрешает животным убивать, но только для пропитания. Так появляются первые хищники. Койот, потеряв очередную душу воскрешает, но Старик за совершённое им зло навсегда изгоняет его из прерий. Старик объявляет, что устал и отравляется на покой.
Койот решает прийти к Молнии, чтобы принять от неё смерть, но Молния, проникается чувствами к Койоту, ведь они оба неудачные создания Старика. Койот освобождает Молнию и оба они решают покинуть прерии и путешествовать средь океана. На его другом конце они видят другую землю, населённую множеством других людей (Англия). Видя жадность и ненасытность этих людей, жаждущий мести за изгнание Койот рассказывает о богатых землях по ту сторону океана, где всюду лежит золото. Белые люди захватывают Молнию [подчиняют энергию для огнестрельного оружия] и на кораблях отправляются на другую сторону океана.
В прериях прошло много лет, уже постаревшие Мужчина и Женщина стали предводителями людей и родили множество детей, а их дети — других детей, образовав целое людское племя. В прерии с кораблей прибывают белые люди с Койотом, они требуют у местного племени людей отдать им земли. Первый Мужчина не понимает смысл претензий, ведь люди принадлежат земле, а не наоборот и земли на всех хватит. Белые люди начинают стрелять в племя. Койот, осознавая последствия своего поступка и видя, как его творения вот-вот истребят, пробуждает Старика из долгого сна и просит его помочь защитить племя, Старик насылает непогоду и помогает оставшимся людям сбежать, а Койот, увидев смерть Первого Мужчины от огнестрельного оружия впадает в ярость и погибает в борьбе с белыми людьми, его останки разлетаются по небу и становятся звёздами. Племя сбегает и хоронит Первого Мужчину, концовка сказки остаётся открытой, подразумевая, что белые люди стали колонизаторами, а племя людей — живущими в угнетении индейцами.
Наступает следующий день, бульдозеры надвигаются на священную гору. Индейцы и активисты подходят к строителям и предлагают выкурить трубку мира. Потрясённые работники несмотря на угрозы начальницы отказываются дальше работать.

## Роли озвучивали
| Роль                       | Актёры озвучивания  |
| -------------------------- | ------------------- |
| Старик/создатель           | Янош Папп           |
| Койот                      | Петер Божо          |
| Первый мужчина (16–50 лет) | Тамаш Селеш         |
| Сандерс                    | Тамаш Селеш         |
| Первая женщина (16–50 лет) | Герда Пикали        |
| Матаока                    | Герда Пикали        |
| Первый мужчина (2–9 лет)   | Вида Балинт         |
| Первая женщина (2–9 лет)   | Вида Сара           |
| Утка                       | Петер Шерер         |
| Бизон                      | Болла Роберт        |
| Командир                   | Болла Роберт        |
| Орел                       | Арманд Кауцки       |
| Волк                       | Альмош Элёд         |
| Молния                     | Чаба Дебрецени      |
| Пума                       | Барнабаш Сабо Шипош |
| Енот                       | Вида Петер          |
| Медведь                    | Золтан Шнайдер      |
| Глория                     | Лука Кис-Ковач      |
| Капитан                    | Андраш Фараго       |
| Адвокат                    | Андраш Фараго       |
| Директор                   | Гаудер Арон         |
| Канцлер                    | Гаудер Арон         |

## Создание
Режиссёром мультфильма выступил Арон Гаудер, широко известный на родине за создание комедийного мультфильма «Восточный район» 2000 года. На этот раз он решил затронуть тему индейской мифологии и защиты окружающей среды. До этого Гаудер создал два короткометражных мультфильма — «Койот и скала» (венг. Kojot és a szikla) и «Койот и бледное лицо» (венг. Kojot és a sápadtarcú), вдохновляяcь рассказами известного венгерского музыканта Тамаша Чеха. Тогда режиссёр был ограничен финансами и ресурсами, но именно эти короткометражные проекты стали опорной точкой для работа над мультфильмом. Долгое время режиссёр не мог уговорить национальный институт кинематографии профинансировать проект, так как они сочли предложенную тему слишком нишевой и не интересной массовой аудитории. Гаудер потратил три года на поиск средств, вначале ему удалось выбить деньги только на написание сценария.
Арон написал основной сценарий к мультфильму вместе с венгерским писателем и сценаристом Гезой Беременьи, известным за создание таких венгерских фильмов, как например Эльдорадо. Для создания сценария также приглашали консультантов индейского происхождения, Гаудеру было важно изобразить индейцев уважительно и аутентично. Мультфильм создавали на протяжении пяти лет, над ним работало около сотни человек. Песни написали индейские музыканты — певица Джоан Шенандоа, Мари Сиуте, группы Session Voices, Ulali и Northern Cree. Сам Гаудер начал работать над проектом за восемь лет до его выхода, с 2017 года. Режиссёр заметил, что у команды было достаточно времени и творческой свободы.
Культурой индейцев Гаудер заинтересовался ещё в детстве, читая романы об индейцах и путешествуя со своими родителями по разным странам и по сути ведя кочевнический образ жизни. Гаудер с родителями в том числе разделывал шкуры животных. Гаудер затем познакомился с Тамашем Чехом, основателем венгерского сообщества индеанистов и пригласившим его в общину, чьи члены устраивали импровизированные «индейские» посёлки. Живя в лагере будущий режиссёр мог приобщиться к быту, истории и мифологии индейцев. Режиссёр заметил, что ещё в 1970-е — 1980-е годы в Венгрии многие начали увлекаться историей и образом жизни индейцев, как способу убежать от реальности в лице социализма, людей подкупал образ благородного дикаря, героически сопротивляющегося наступлению цивилизации, но заведомо обречённого на поражение, тогда многие венгры, будучи сами порабощённым народом сопоставляли себя с индейцами. Гаудер сам признался, что чувствовал, будто родился не в том месте и не в то время, ему никогда не нравились города. Режиссёр заметил, что индейцем удалось жить в гармонии с природой в том числе и потому, что у них не принято накапливать материальные блага. Гаудер также упоминал потенциально интересные для него сюжеты с древними викингами и людьми каменного века, учитывая увлечение Гаудера палеонтологией.
В мультфильме индейцы являются собирательным образом, но в основном вдохновлены культурой сиу, культурными консультантами были индейцы навахо, также работающие консультантами для сериалов Netflix. Также создателей консультировал американский режиссёр индейского происхождения Крис Эйр.

### Сюжет
Со слов Гаудера смысл истории заключается в том, что проблемы, стоящие перед человечеством, универсальны и человеку ещё предстоит найти своё место в мире, в цикле жизни и смерти и научится жить в гармонии с природой. Сам Гаудер является экологическим активистом и сторонником ненасилия, но не является веганом и придерживается палеодиеты, для него поедание мясо становилось причиной внутреннего конфликта, с одной стороны это убийство животного, с другой стороны — естественная часть природного цикла в том числе для человека, как всеядного вида. Гаудер хотел отразить опыт своего внутреннего конфликта в истории, где также затрагивается вопрос о необходимости убивать одних животных, чтобы выживать другим. Гаудер также обращался к своим знаниям в палеонтологии, чтобы воссоздать реалистичные бытовые сцены среди первобытных людей. В мультфильме присудствует положительная концовка. Гаудер рассматривал идею создать две концовки — одну положительную и одну пессимистичную, где нефтепровод всё таки пробивают через гору. В кинотеатрах должны были случайным образом показывать один из вариантов концовки, но на реализацию идеи не хватило средств.

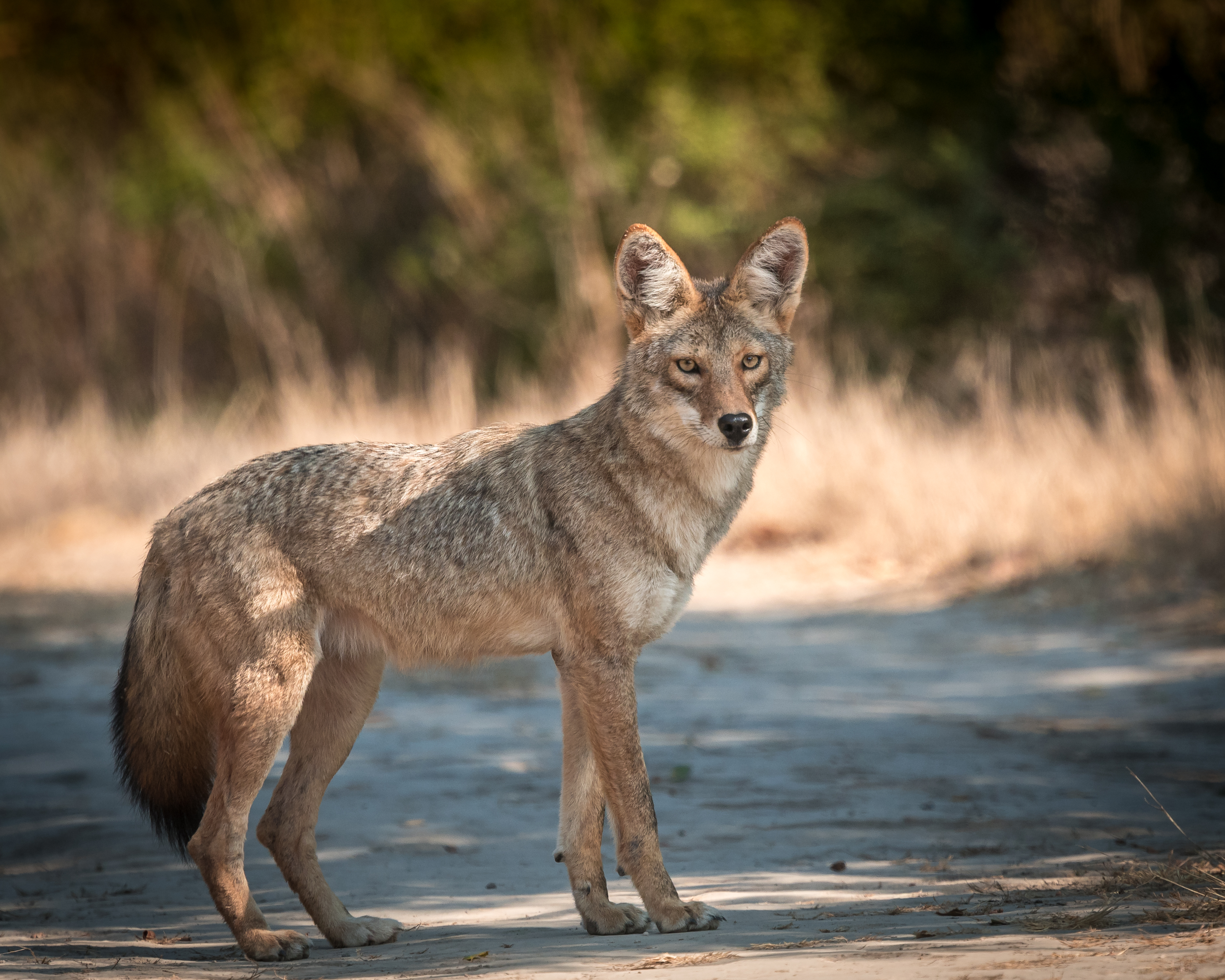
Койот является популярным персонажем в индейских сказках, выполняя в них роль трикстера

Работая над историей мироздания, Гаудер вдохновлялся индейскими историями о сотворении мира, имеющими много общих черт. В частности он вдохновлялся сказкой индейцев кроу о сотворении мира стариком-койотом, хотя в интерпретации Гаудера Старик и Койот — разные персонажи, но режиссёр заметил, что ему нравится идея о том, что оба этих персонажа — две противоположные ипостаси одной сущности, учитывая, что в индейской мифологии популярен образ животного-двойника. Также режиссёр вдохновлялся сказками шайеннов о сражении животных за звание хозяина мира. Режиссёр заметил, что если в библейской истории мир создаётся за короткое время и работает, как надо, то в индейских сказках это долгий процесс, многие законы природы являются итогом случайных обстоятельств и действий разных героев сказок, режиссёру всегда нравилось, как индейские сказки объясняли детали обустройства мира и что человек в них лишь часть мира, а не венец творения. Гаудера отдельно восхищают персонажи — полуживотные. Упоминая главного злодея истории — Койота, Гаудер заметил, что это популярный персонаж в индейских сказках, играющий роль типичного трикстера, и воплощающего тёмную и животную сторону человеческих качеств, таких как например зависть, обжорство, похоть. Его роль в сказках одновременно схожа с дьяволом, скандинавским богом хитрости и обмана Локи и хитрой лисицей из восточноевропейских народных сказок. При этом Койот не однозначно злой персонаж, он является главным двигателем сюжета и источником перемен, может неосознанно помогать другим и в некоторых случаях играть положительную роль в истории. В мультфильме нет ярких героев, как это бывает в фильмах Disney, история показывает множество действующих персонажей.
Гаудер хотел передать историю через видение и философию индейцев, как они ценили свой мир и как они столкнулись с европейскими колонизаторами и как различались видения двух народов. Европейцы рассматривали землю, как собственность, а индейцам в принципе была не понятна идея владения землёй. В истории также применяется специфический юмор, типичный для индейцев, а не для европейцев. Гаудер заметил, что вечные неудачи Койота можно рассматривать, как своеобразную комедию.

### Социальные вопросы
Гаудер упоминал, что ему вряд ли бы удалось создать мультфильм, будь он американским режиссёром, упоминая, что в северной Америке в среде киноделов теперь преобладает мнение, что белые люди не имеют право снимать сюжеты о небелых народах. Другая важная причина заключается в том, что темы в условиях современной политкорректности, связанные с индейцами в Америке стали на столько чувствительны, что большинство режиссёров, в том числе и индейского происхождения предпочтут не затрагивать эту тему. В итоге проекты, подобные «Четырём душам койота» по мнению Гаудера в ближайшем будущем будут выходить за пределами северной Америки. Режиссёр заметил, что понимает причину этого, упоминая то, как индейцы в прошлом изображались белыми актёрами, как отрицательные или стереотипные персонажи. В качестве примера он упомянул мультфильм «Покахонтас», которую назвал исторической фальсификацией, трагической истории, превращённый в коммерческий продукт для семьи.

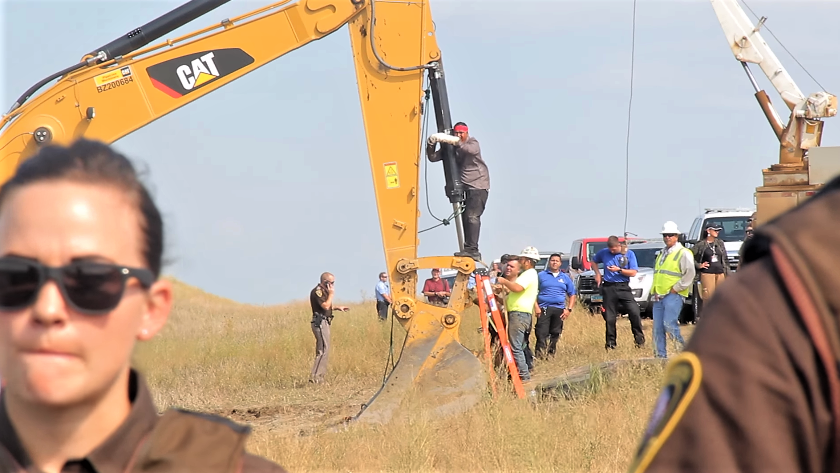
Сюжет в фильме затрагивает реальные протесты вокруг строительства нефтепровода, начавшиеся в 2016 году

Однако Гаудер счёл идеи американской политкорректности «коллективным безумием» и «перегибанием палки». Режиссёр заметил, что нет ничего плохого в том, чтобы затрагивать чужую культуру в своём произведении, при условии, что это будет уважительная репрезентация. В качестве примера режиссёр упоминал мультфильм «Кирику и колдунья» Мишеля Осело, который повысил у зрителей интерес к африканской культуре. Гаудер наоборот считает, что страх перед культурной апроприацией усилил европоцентризм в американском кино и привёл к тому, что современные американские фильмы оказались наводнены европейской, скандинавской мифологией, как «безопасной» и в которых для достижения разнообразия в итоге играют чернокожие актёры.
Гаудер заметил, что у современных индейцев в США по прежнему нет такого положения, чтобы их голоса оставались едва ли слышимыми, как это например было при прокладке нефтепровода в Стэндинг-Роке, тема нефтепровода также затрагивается в самом начале и конце мультфильма. Создатели волновались, что их фильм может быть принят спорно в США, но негативной реакции не следовало.
Гаудер упоминал, что продюсеры настаивали на том, чтобы переделать сюжет в фильме, чтобы он соответствовал идеям политкорректности, предложив 25 страниц с идеями о корректировке сюжета, некоторые из них Гаудер назвал «безумием», упоминая предложения исключить все сцены со смертью, также обсуждались вопросы с гендерной представленностью, так как сюжет слишком концентрируется на истории мужских персонажей. Гаудер заметил, что так как он воссоздавал сюжет из традиционных сказок, он также хотел воссоздать традиционные архетипы персонажей и гендерные роли, где мужчины были добытчиками и воинами, а женщины заботились о детях. Он заметил, что в родоплеменном обществе гендерные роли были не инструментом угнетения, а важным условием выживания племени.

## Восприятие
Восприятие мультфильма и кинокритиков было в основном положительное. Венди Иде с сайта ScreenDaily назвала мультфильм красивой экологической притчей, в которой элегантно сплетена актуальная история с протестами вокруг строительства нефтепровода через индейские территории с индейским мифом о сотворении мира. Венди поразило сочетание двух- и трёхмерной анимации, и приятного художественного стиля, напоминающего работы художника Чарли Харпера, в мультфильме можно любоваться каждым кадром. Хотя тема защиты окружающей среды сейчас популярна в медиа и этой темой сложно кого-либо удивить, критик оценила необычный подход в мультфильме затрагивания данной темы через народный фольклор. Тем не менее некоторые сцены с кровью и насилием могут отпугнуть часть аудитории. В этом плане «Четыре души койота» по стилю и духу похожи на работы Томми Мура — «Тайна Келлс», «Песнь моря» и «Легенда о волках». Койот — это воплощение тёмных людских качеств — жадности, потребительства и халатного отношения к природе.
Критик Роджер Мур похвалил мультфильм за его яркую цветовую палитру, как в Тайне Келлс, отметил универсальность истории и подытожил, что коренные американцы изображены в истории, как проводники в защите окружающей среды и возвращении к природной гармонии, призванные победить человеческую жадность и наставить на путь истинный. Хотя это выглядит стереотипно, но по-прежнему впечатляюще в исполнении данной истории.
Фрэнк Дж. Авелла с сайта Awardsdaily также оценил совмещение двух- и трёхмерной анимации и выразил восхищение тем, как в «индейскую» сказку вплели иудо-христианскою мифологию. Фильм определённо заслуживает похвалы и предостерегает о том, как людям важно жить в гармонии с природой.
Фабьен Лемерсье с сайта Cineuropa назвал сюжет в мультфильме одновременно простым, но и утончённо сложным, как в плане повествования, так и визуальном. Сказочное путешествие индейцев переплетается с актуальным экологическим посылом. История получилась мистической одой природе и напоминанием о том, что «человек не плетёт паутину жизни, а является лишь одной из ей нитей».

## Награды
Мультфильм был удостоен нескольких наград. Он пытался попасть в список номинантов на премию Оскар как лучший «Лучший международный художественный фильм» и получил премию Золотой кубок на Шанхайском международном кинофестивале.
| Награда                                             | Время           | Категория                                           | Итог      | Ссылки        |
| --------------------------------------------------- | --------------- | --------------------------------------------------- | --------- | ------------- |
| Международный кинофестиваль в Аризоне               | 28 апреля 2023  | Специальный приз жюри за анимацию                   | Победа    | [ 21 ]        |
| Anifilm                                             | 17 мая 2023     | Приз зрительских симпатий региона Либерек           | Победа    | [ 22 ]        |
| Кинофестиваль новых медиа                           | 5 июня 2023     | Гран при                                            | Победа    | [ 23 ]        |
| Международный фестиваль анимационных фильмов в Анси | 17 июня 2023    | Премия жюри                                         | Победа    | [ 24 ] [ 25 ] |
| Международный фестиваль анимационных фильмов в Анси | 17 июня 2023    | Cristal для художественного фильма                  | Номинация | [ 24 ] [ 25 ] |
| Шанхайский кинофестиваль                            | 18 июня 2023    | Премия «Золотой кубок» за лучший анимационный фильм | Победа    | [ 26 ]        |
| Фестиваль анимационных фильмов в Кечкемете          | 25 июня 2023    | Гран при                                            | Победа    | [ 27 ]        |
| Фестиваль анимационных фильмов в Кечкемете          | 25 июня 2023    | Приз зрительских симпатий                           | Победа    | [ 27 ]        |
| Фестиваль анимационных фильмов в Кечкемете          | 25 июня 2023    | Лучший европейский художественный фильм             | Победа    | [ 27 ]        |
| Энни                                                | 17 февраля 2024 | Лучший независимый анимационный фильм               | Номинация | [ 28 ]        |